# Сисацько-Мославинська жупанія
Си́сацько-Мосла́винська жупа́нія — округ у центральній Хорватії з центром у Сисаку. Другу частину назви жупанія дістала від мікрорегіону Мославина, що лежить відразу за річкою Сава. Жупанія також охоплює південно-західну частину Славонії.

## Географія
.

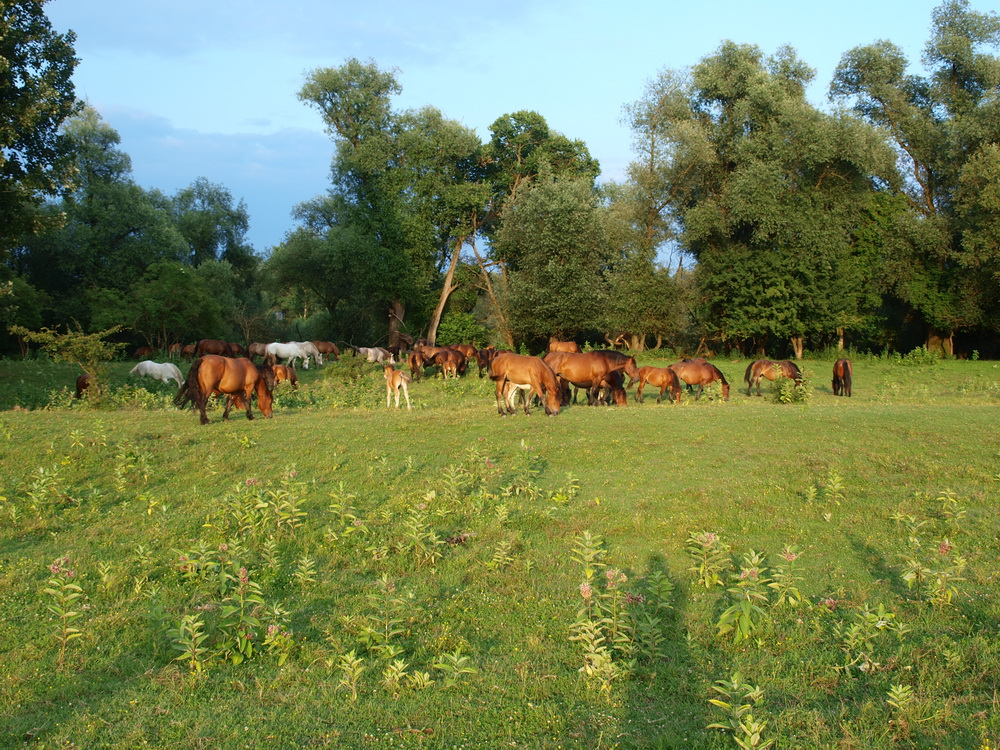
Коні у природному парку «Лоньско поле»

Сисацько-Мославинська жупанія, маючи площу 4463 км², вважається одним з найбільших округів у Республіці Хорватія з часткою приблизно у 7,9 відсотка суходільної хорватської території. Крім Мославини жупанія включає і частину Бановини.
Сисацько-Мославинська жупанія межує з п'ятьма округами: на заході — з Карловацькою жупанією, на півночі — з Загребською жупанією, на півночі і на північному сході — з Беловарсько-Білогорською жупанією, на сході — з Пожезько-Славонською жупанією, на південному сході — з Бродсько-Посавською жупанією, а на півдні має спільний кордон з сусідньою державою Боснією і Герцеговиною.

## Економіка
Сисацько-Мославинська жупанія розташована в межах Центральної Хорватії, яка відзначається найбільшою щільністю промислового будівництва, зайнятого населення і виробництва і основу якої становить місто Кутина, що належить до числа найпотужніших економічних центрів материкової Хорватії. На Кутину припадає понад 80 відсотків загального обсягу експорту з округу. Також існує дещо менш індустріалізований трикутник Загреб—Карловаць—Сисак, до якого примикає декілька менших промислових систем і поодиноких промислових осередків.
Чільне місце в експорті жупанії посідає випуск компонентів електроніки та інформаційних технологій (АТ «СЕЛК»), виробництво добрив (АТ «Петрокемія») та виготовлення модного жіночого і чоловічого одягу (ТОВ «Златна ігла — СІСЦІЯ»).

## Адміністративний поділ і населення

### Адміністративний поділ
Жупанію поділено на 6 міст і 13 громад.

#### Міста
- Глина
- Кутина
- Новська
- Петриня
- Сисак
- Хорватська Костайниця

#### Громади
- Доні Кукурузари
- Двор
- Гвозд
- Хорватська Дубиця
- Ясеноваць
- Лекеник
- Липовляни
- Маюр
- Мартинська Вес
- Поповача
- Суня
- Топусько
- Велика Лудина

### Населення
Згідно з переписом 1991 року в регіоні мешкало 287 002 жителі, Співвідношення між двома основними національними групами мало такий вигляд: хорвати — 56,3 %, серби — 34,5 %.
За даними перепису 2001 року, в жупанії проживає 183 730 жителів (4,1 % населення Хорватії). Щільність населення становить 42 особи/км².
| Національність | Чисельність | Відсоток |
| -------------- | ----------- | -------- |
| Хорвати        | 152 196     | 82,10 %  |
| Серби          | 21 617      | 11,66 %  |
| Босняки        | 1 137       | 0,61 %   |
| Цигани         | 708         | 0,38 %   |
| Чехи           | 670         | 0,36 %   |
| Албанці        | 511         | 0,28 %   |
| Українці       | 309         | 0,17 %   |
| Словаки        | 243         | 0,13 %   |
| Італійці       | 192         | 0,10 %   |
| Словенці       | 181         | 0,10 %   |
| Без даних      | 4 442       | 2,40 %   |